# Ocilla y Ladrera
Ocilla y Ladrera (en euskera Ozilla-Ladrera) es una localidad del municipio burgalés de Condado de Treviño, en la comunidad autónoma de Castilla y León (España). Está formada por los barrios de Ladrera y Ocilla, que antiguamente fueron localidades independientes.
La iglesia está dedicada a san Juan Bautista. En su término se encuentra el yacimiento arqueológico de Ausejas, población de la cultura de los berones, una cultura de origen celta que se extendía por la actual Rioja, la Rioja Alavesa y Condado de Treviño.

## Localidades limítrofes
Confina con las siguientes localidades:
- Al noreste con Zurbitu.
- Al este con Golernio.
- Al sur con Cucho y Añastro.
- Al oeste con La Puebla de Arganzón.
- Al noroeste con Villanueva de la Oca.

## Demografía
Evolución de la población
| Gráfica de evolución demográfica de Ocilla y Ladrera entre 2000 y 2017 |
|                                                                        |
| Población de derecho (2000-2017) según el padrón municipal del INE     |

## Historia
Así se describe a Ladrera en el tomo X del Diccionario geográfico-estadístico-histórico de España y sus posesiones de Ultramar, obra impulsada por Pascual Madoz a mediados del siglo XIX:

Lugar en la provincia, audiencia territorial y capitanía general de Burgos (18 leguas), diócesis de Calahorra (16), partido judicial de Miranda de Ebro (3 ½), y ayuntamiento de Treviño (1). Situado en una altura dominada por otra que hay al O; el clima es frío pero sano; reinan con especialidad los vientos N y E, siendo las enfermedades más comunes las estacionales. Tiene 5 casas; una escuela de primeras letras, concurrida por 20 ó 30 niños, y dotada con 26 fanegas de trigo pagadas por los pueblos de Ocilla, Zurbitu, Lezana y el que se describe, una fuente a ½ cuarto de la población y otra en el término titulada fuente de Ladrera, ambas de bastante buena agua; una iglesia parroquial (San Cristóbal), aneja de Ocilla distante ¼ de hora, servida por un cura párroco y un sacristán; un cementerio y una ermita (Santa Marina), propia del dicho Ocilla y Ladrera, la cual está colocada en un alto fuera del pueblo. Confina el término N Subijana (provincia de Álava); E Zurbitu; S Añastro, y O Villanueva de la Puebla. El terreno es de segunda clase, habiendo al S un monte poblado de encinas, comunal con el de Orilla. Caminos: los vecinales, y la correspondencia se recibe de Vitoria por el valijero del condado de Treviño tres veces a la semana. Producciones: trigo, cebada, avena y mixtos; ganado lanar, cabrío y mular, y caza de perdices y alguna liebre. Industria: la agrícola. Población: 4 vecinos, 15 almas.
Diccionario geográfico-estadístico-histórico de España y sus posesiones de Ultramar

Y así a Ocilla en el tomo XII de la misma obra:

Aldea en la provincia, diócesis, audiencia territorial y capitanía general de Burgos (18 leguas), partido judicial de Miranda de Ebro (3 ½) y ayuntamiento de Treviño (1); Situada en un barranco rodeado de alturas por todas partes y muy próximas a la población, siendo bastante elevadas las que se hallan al S y O; goza de una temperatura medianamente fría; reina principalmente el viento N, y las enfermedades dominantes son las afecciones de pecho. Tiene 8 casas; una escuela, que unos años se halla en este pueblo y otros en el de Zurbitu, dotada con 24 fanegas de trigo pagadas por los respectivos curas y vecinos; una fuente dentro de la población, cuyas aguas son cenagosas y duras; una iglesia parroquial (San Juan Bautista), y un cementerio indecente a corta distancia del pueblo; aquella, de la cual es anejo Ladrera, está servida por un cura párroco y un sacristán. Confina el término N provincia de Álava; E Zurbitu y Busto; S Añastro, y O Villanueva y la Puebla. El terreno es de buena calidad, y en su mayor parte arcilloso, y le baña un arroyo de escasísimo caudal pero de curso perenne, que nace en el pueblo, sirviendo sus aguas para regar las huertas de éste y las de Villanueva; hay un monte no muy bien cuidado, conocido con el nombre de Encinal, que cría encinas y brezos, y a cuya entrada se encuentra un prado que abunda de juncos. Los caminos se hallan en el más deplorable estado y conducen a los pueblos limítrofes. La correspondencia se recibe de Vitoria por el valijero de Treviño. Producciones: trigo de excelente calidad, cebada, avena, toda clase de menudencias, habas, poco centeno y maíz, arvejas, nueces y buena hortaliza; cría ganado lanar, cabrío, mular de recría y vacuno para la labranza, y finalmente caza de liebres y perdices. Industria: la agrícola y recría de ganado. Población: 8 vecinos, 30 almas. Capital productivo: 18.700 reales. Imponible: 571.
Diccionario geográfico-estadístico-histórico de España y sus posesiones de Ultramar